# Judy Holliday
Judy Holliday, geboren als  Judith Tuvim (New York, 21 juni 1921 - New York, 7 juni 1965), was een Amerikaans actrice. Voor haar rol als Emma 'Billie' Dawn in de tragikomedie Born Yesterday won zij in 1951 zowel een Oscar als de Golden Globe voor beste actrice in een musical of komedie. Daarnaast werd ze in 1951 ook genomineerd voor de Golden Globe voor beste actrice in een dramafilm (eveneens voor Born Yesterday), in 1957 wederom voor die in een musical of komedie (voor The Solid Gold Cadillac) en in 1961 opnieuw voor die in deze categorie, maar nu voor Bells Are Ringing. Holliday werd zowel in 1953 (voor The Marrying Kind) als 1955 (voor Phffft) genomineerd voor de BAFTA Award voor beste niet-Britse actrice. In 1960 kreeg ze een ster op de Hollywood Walk of Fame.
Holliday begon haar carrière in de amusementsindustrie in 1938, als onderdeel van de podiumact The Revuers. Dit leidde tot haar eerste filmrolletjes in 1944 en tot haar debuut op Broadway in 1945. Een jaar daarna speelde ze voor het eerst Emma 'Billie' Dawn in Born Yesterday, de toneelversie. Deze rol behoorde oorspronkelijk toe aan Jean Arthur, maar toen die stopte wegens gezondheidsklachten, volgde Holliday haar op. Ook haar laatste filmrol in de musical Bells Are Ringing speelde Holliday op het toneel van Broadway voordat ze dat voor de camera's deed.

## Privé
Holliday was van 1948 tot en met 1958 getrouwd met muzikant Dave Oppenheim. Samen met hem kreeg ze in 1952 zoon Jonathan Oppenheim, die in 1984 in de filmindustrie ging werken als monteur van documentaires. Na haar scheiding kreeg Holliday een relatie met muzikant Gerry Mulligan, met wie ze samenbleef tot ze op haar 43ste overleed aan borstkanker.

## Filmografie
- Bells Are Ringing (1960)
- Full of Life (1956)
- The Solid Gold Cadillac (1956)
- Phffft (1954)
- It Should Happen to You (1954)
- The Marrying Kind (1952)
- Born Yesterday (1950)
- On the Town (1949)
- Adam's Rib (1949)
- Winged Victory (1944)
- Something for the Boys (1944)
- Greenwich Village (1944)

- Bibsys: 90854281
- Biblioteca Nacional de España: XX1089710
- Bibliothèque nationale de France: cb139259932 (data)
- Catàleg d'autoritats de noms i títols de Catalunya: 981058509229806706
- Gemeinsame Normdatei: 118639684
- International Standard Name Identifier: 0000 0001 1478 5943
- Library of Congress Control Number: n81100917
- MusicBrainz: 371c89f6-be93-491c-b0e2-c8a85de7240e
- Nationale Bibliotheek van Tsjechië: xx0162468
- Nationale bibliotheek van Australië: 36046376
- Nationale Bibliotheek van Israël: 987007448704705171
- Nationale Bibliotheek van Polen: a0000003514146
- Nederlandse Thesaurus van Auteursnamen: 097955191
- SNAC: w6380f6k
- Système universitaire de documentation: 058755489
- Trove: 1200453
- Virtual International Authority File: 100234666
- WorldCat: E39PBJwd9d9CKwQRqBMp7hrXh3